# غريغوري هوبر
غريغوري هوبر (بالإنجليزية: Gregory Huber)‏ هو قاضي ومحامي وسياسي أمريكي، ولد في 25 يناير 1956. انتخب عضو جمعية ولاية ويسكونسن.